# 佐藤慧
佐藤 慧（さとう けい、1982年 - ）は、日本のフォトジャーナリスト、ライター。認定NPO法人Dialogue for People代表。アフリカや中東、東ティモールなどを取材。東日本大震災以降、継続的に被災地の取材も行っている。

## 人物・経歴
岩手県盛岡市出身。中学1年のときに不登校になり、高校には行かずにカー用品店でバイトをしていたが、先輩らから「高校くらい出ておきな」と言われ通信制高校に通うようになる。高校生のときに姉が19歳で自殺する。高校卒業後は大阪芸術大学の音楽学科に進学するが、中退した。2007年、アメリカのNGOに渡り研修を受け、その後南部アフリカ、中米などで地域開発に携わる。2009年、ザンビアにて学校建設のプロジェクトに携わり、アフリカを中心に取材を進める。2010年、スタディオアフタモード（studioAFTERMODE）に入社する。スタディオアフタモードは矢萩邦彦を代表とする横浜市の会社で、所属フォトジャーナリストに安田菜津紀がいた。2011年3月11日の東日本大震災を知ったときはアフリカのザンビアにいたが帰国して両親の住む陸前高田市に向かい、父親は津波に合ったものの一命は取り留めたが、母親は4月9日に遺体で見つかった。同じく海外から陸前高田に駆けつけた安田と結婚。以降、同市に通い、取材と支援を続けた。震災直後まで岩手県立高田病院で副院長を務めていた父親も、2015年7月に61歳で亡くなった。震災から半年ほど過ぎた頃、作曲家の宮内康乃が佐藤の弟と会い、亡くなった母親の残した短歌を知り感銘を受け、曲を作り、国立劇場の演出家である田村博巳の演出で2012年に横浜市の神奈川県立音楽堂で初演された。2016年3月8日には、陸前高田市コミュニティホールで「東日本大震災 追悼回向コンサート 聲明 海霧讃歎」を佐藤慧と宮内康乃とで主催した。
2016年6月22日、国連UNHCR協会主催による、渋谷のシダックスカルチャーホールにて行われたトークイベントに、ミュージシャンのSUGIZOと出演する。2018年8月、studioAFTERMODEの事業部を改編して「Dialogue for People」を発足、2019年5月17日、代表としてNPO法人としての認証を受ける。2022年1月7日には認定される。2019年、著書『しあわせの牛乳』が、日本児童文芸家協会の主催する第2回児童文芸ノンフィクション文学賞および、産経新聞社の主催する第66回産経児童出版文化賞のJR賞を受賞する。2021年、やまぎん県民ホール（山形県総合文化芸術館）で写真展『ReCollection－東日本大震災から10年－』を開催。3月6日には聲明コンサートが行われ、「海霧讃歎」と、佐藤慧の和歌を元に新しく作られた「海霧廻向」が披露された。2022年4月、国境なき子どもたち（KnK）写真展「時を重ねて-東日本大震災から現在-」（撮影：安田菜津紀、佐藤慧、清水匡）を開催。2022年、著書『10分後に自分の世界が広がる手紙』（全3巻）が 日本児童ペンクラブの主催する第8回児童ペン賞のノンフィクション賞を受賞する。

## 著書

### 単著
- 『Fragments 魂のかけら : 東日本大震災の記憶』（佐藤慧著、2014年、かもがわ出版）ISBN 978-4-7803-0693-4
- 『10年後に自分の世界が広がる手紙』（佐藤慧著、2021年、東洋館出版社）

1. 『君はどんな大人になりたい?』ISBN 978-4491043029
2. 『毎日がつまらない君へ』ISBN 978-4491043012
3. 『勉強なんてしたくない君へ』ISBN 978-4491043036

### 共著
- 『ファインダー越しの3.11』（渋谷敦志・安田菜津紀 共著、2011年、原書房）ISBN 9784562047581
- 『しあわせの牛乳』（佐藤慧著、写真：安田菜津紀、2018年、ポプラ社）ISBN 978-4591158135

### 訳書
- 『シリア 震える橋を渡って　人々は語る』（ウェンディ・パールマン著、安田菜津紀・佐藤慧訳、2019年、岩波書店）ISBN 978-4-00-061357-6

## 写真展
- 佐藤慧写真展「魂のかけら」（2011年6月25日 - 7月7日、ギャラリーバーン）[21]
- 「Sign －写真家たちの311－」（2011年8月2日 - 11日、コニカミノルタプラザ）[22]
- 安田菜津記・佐藤慧・渋谷敦志写真展「舫 ファインダー越しの3.11」（2013年4月13日 - 4月22日、コニカミノルタプラザ）[2][23]
- 渋谷敦志 + 安田菜津紀 + 佐藤慧「Ubuntu, I am because we are」（2013年5月29日 - 6月3日、ギャラリー同潤会[24]、2013年6月8日 - 17日、JICA関西1Fロビー[25]）
- 「ReCollection－東日本大震災から10年－」（2021年2月27日 - 3月18日、やまぎん県民ホール）[18]
- 国境なき子どもたち（KnK）写真展「時を重ねて― 東日本大震災から現在―」（2022年4月7日 - 13日、アイデムフォトギャラリー「シリウス」）[19]

## 出演

### ネット番組
- ポリタスTV（YouTube、2021年5月5日）